# Un certain rock (?) français
 (octobre 2022).
Si vous disposez d'ouvrages ou d'articles de référence ou si vous connaissez des sites web de qualité traitant du thème abordé ici, merci de compléter l'article en donnant les références utiles à sa vérifiabilité et en les liant à la section « Notes et références ».
 (octobre 2022).
- Si vous ne connaissez pas le sujet, laissez ce bandeau (vous pouvez alors contacter les auteurs).
- Si vous supprimez le contenu mis en cause (vous pouvez préalablement contacter les auteurs),

argumentez précisément cette suppression dans la page de discussion
(un manque de référence n'est pas un argument ; une recherche réelle de référence doit avoir été effectuée, être formellement documentée).
Un certain rock (?) français est un livre écrit par Dominique Grimaud, membre du Collectif Dupon et ses Fantômes et président de l’Association Neuf Heures Dix Sept Productions. L'ouvrage est paru sous la forme de 2 volumes "livres/collage", en 1977 et 1978.

## L'ouvrage (2 volumes)
Les deux livres en font "un", et ce travail est achevé le 23 avril 1978, comme annoncé en note de pochette sur le volume 2.
Le volume 1 ("1968-72 & 1972-74")
Il reprend en pochette 'recto' la pochette d'un disque de Robert Wood ("Sonabular"), et verso un collage de Patrick Vian (issu du visuel du disque de Red Noise "Sarcelles-Locheres". Ce premier volume comprend des articles sur, entre autres :
- Albert et sa Fanfare Poliorcétique
- Art Zoyd
- Barricade
- Catharsis
- Cheval Fou
- Chico Magnetic Band
- Contrepoint
- Daevid Allen
- Fille Qui Mousse (Henri-Jean Enu)
- Gong
- Herbe Rouge
- Horde Catalytique pour la Fin
- Komintern
- Lard Free
- Maajun
- Magma
- Mahogany Brain
- Musica Elettronica Viva
- Red Noise (Patrick Vian)
- Robert Wood
- Schizo
- Wee Three

Le volume 2 (1974-1977)
Il présente en recto un dessin signé Don Van Vliet, alias Captain Beefheart, et au verso l'extrait d'une collection d'autographes des artistes dont il est sujet. Ce deuxième volume comprend des articles sur, entre autres:
- Albert Marcœur
- Ariel Kalma
- Camizole
- Cyril Lefebvre
- Etron Fou Leloublan
- Fluence (Pascal Comelade)
- Gilbert Artman
- Heldon (Richard Pinhas)
- Jac Berrocal
- Jacques Thollot
- Jean-Pierre Grasset
- Métal Urbain
- Nu Creativ Methods
- Robert Wood
- Verto
- ZNR

Les ouvrages sont composés d'articles tapés à la machine à écrire ou écrits à la main, mais aussi de collages. Les artistes y sont extrêmement présents et représentés. Comme si Grimaud, qui pourtant réalise cela tout seul, et méticuleusement, leur avait parfois donné des pages vierges à colorier. Extrêmement ludique, à lire en vertical, horizontal, diagonal, richissime d'informations.
Bien avant la tardive redécouverte (ou certaines tendances nécrologiques exacerbées par le phénomène de la réédition en "cd") d'un grand bouillonnement créatif sur le territoire français dont l'énergie était souvent partagée avec nos cousins proches (RIO en Angleterre (Henry Cow avec Chris Cutler, Fred Frith, John Greaves...), et le "rock allemand", plus que "Krautrock" -le terme est vraiment galvaudé- en Allemagne de l'Ouest (Faust, Can, Kraftwerk (premiers disques), Neu!, Ash Ra Tempel, Amon Düül, Xhol Caravan, Popol Vuh...), et, à ne pas sous-estimer également, l'importance de l'arrêt forcé de Daevid Allen (Gong) en France à cette époque, Grimaud capture alors tous "ses" protagonistes au moment même de la création, d'enregistrements, de disques devenus souvent remarquables, pour leur qualité, leur fraîcheur, puis leur rareté.
L'esprit musical pointé par l'ouvrage (une sorte de rock in Opposition à la française, mais on sait que "les Français ne font jamais rien comme tout le monde"...) a été saisi, récupéré, ou digéré par nombre de groupes plus jeunes (nés dans les années 1980, 1990, 2000...) et les passerelles générationnelles semblent avoir fonctionné.
On ne peut évidemment négliger le contexte historico-politique..., très bien résumé par une photo célèbre représentant Patrick Vian (Red Noise) durant les "événements": face à un C.R.S., guitare brandie comme une arme...
Ce que Grimaud a décrit dans son ouvrage, et qu'il exprime dans son avertissement au lecteur comme " le "mouvement musical" français " aurait certainement été, au début des années 1990, la "noise", le "post-rock", le "lo-fi", etc. (et on y aurait retrouvé Nox, MKB, Deity Guns (puis Bästard), Sister Iodine, Kasper T. Toeplitz et Sleaze Art, eRikm, Sun Plexus, Tone Rec, Soixante Etages & Etage 34, Jérôme Noetinger et la cellule d'intervention Metamkine, Dragibus, Osaka Bondage, Ulan Bator, Heliogabale, Prohibition, Noël Akchoté et Quentin Rollet (et leur label Rectangle)... (voir aussi à ce sujet la discographie sélective ci-dessous). La programmation du Festival Musique Action de Vandœuvre-lès-Nancy en est aussi un exemple parfait.
De fait, Grimaud ne pointait certainement pas à un genre musical particulier, mais à une époque où l'on créait, par en dessous mais au grand jour, avec une presse certainement plus attentive et plus libre des "corporations" qu'aujourd'hui. Et il l'a saisie sur le vif.

## Dominique Grimaud (l'auteur)
Il est aussi musicien. Il publie des enregistrements (en collectif ou non) depuis les années 1970, sous le nom de Video Aventures, Camizole... Il collabore avec Rick Brown et Sue Garner (Fish and Roses, Run On pour le projet Peach Cobbler, ou encore avec Pierre Bastien, Guigou Chenevier (Etron Fou Leloublan) et Gilbert Artman pour les projets Urban Sax et Urbi Flat. Il a aussi présenté plusieurs fois ces dernières années le projet "Slide" (installation visuelle et sonore).

## Discographie sélective
Elle serait trop longue à énumérer ici. On peut par exemple recommander la visite des sites de labels tels que Recommended Records, Cuneiform Records, Musea, ou encore Spalax, qui réalisa, avec l'aide de Gilles Yepremian, un intéressant coffret (1998) qu'on peut légitimement associer à ses ouvrages (voir ci-dessous). De plus c'est aussi Spalax qui réédita les disques de Video Aventures et Camizole, avec la participation de leur compositeur, Dominique Grimaud.
- 1968-1998: 30 Ans d'Insurrection Musicale en France 3 CD, 50 morceaux dont une très grande partie des artistes cités dans les 2 volumes (également recensé sous le nom 1968-1998: 30 Years of French Musical Insurrection). Disponible sur plusieurs sites internet.

## Labels (producteurs originaux)
Cette liste est à augmenter, mais Futura (Gérard et Odile Terronès), à travers ses productions ou sa démarche expérimentales" (free-rock, free-jazz, poésie sonore...) est certainement, avec ses artistes (dont Red Noise, Fille Qui Mousse, Jac Berrocal, Michel Bulteau, Jacques Thollot, Michel Portal...) l'un des protagonistes absolus de ce que Grimaud décrit dans son ouvrage
- Disques Futura et Marge site officiel

## Labels (rééditions)
- Musea site officiel
- Spalax listing Forced Exposure

### Sources
- Dominique Grimaud, Un Certain Rock (?) Français, Musea, 1977, chap. volume 1
- Dominique Grimaud, Un Certain Rock (?) Français, Musea, 1978, chap. volume 2

#### Dominique Grimaud
- Site officiel de Dominique Grimaud
- Page sur cet ouvrage sur le site de Dominique Grimaud